# 交易媒介
交易媒介是在交易中用以避免以物易物系統造成的不便的媒介。在現代交易媒介多為貨幣。